# Maria Eulenbruch
Maria Eulenbruch (seit 1932: Maria Hasemeier-Eulenbruch; * 21. März 1899 in Kelberg; † 9. Dezember 1972 in Raeren) war eine deutsche Keramikerin und Kunstprofessorin in Aachen.

## Leben und Wirken

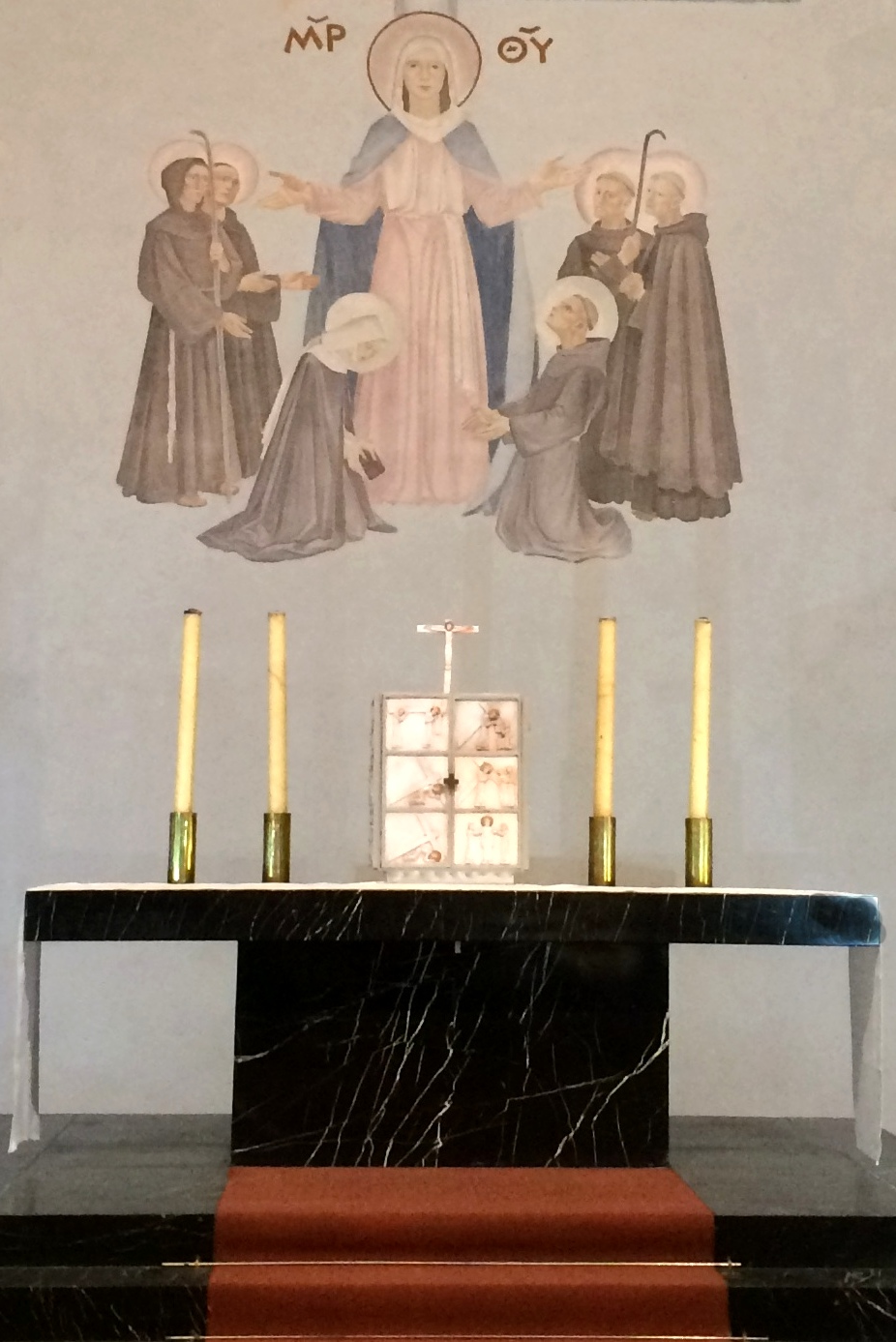
Altar mit Keramik-Tabernakel von Maria Eulenbruch im Kloster Garnstock

Die Tochter eines Katasterkontrolleurs besuchte nach ihrer Schulzeit in Siegburg und Köln von 1917 bis 1924 die Kunstgewerbeschule Köln, der späteren Kölner Werkschulen und spezialisierte sich auf dem Gebiet der christlichen Kunst. Sie war eine Meisterschülerin von Dorkas Reinacher-Härlin, der Leiterin der Keramikklasse an der Kölner Werkschule. Eine sehr frühe Arbeit von Eulenbruch ist die 420 cm breite und maximal 133 cm hoch messende Kreuzigungsgruppe von 1925–27 über dem Altar der Esslinger Südkirche. 1928 wurde sie von Rudolf Schwarz an die Kunstgewerbeschule Aachen berufen, wo sie bis 1934 die keramische Abteilung leitete. In jenem Jahr wurde Eulenbruch wie alle Dozenten und Schüler auf Grund der Schließung der Kunstgewerbeschule entlassen, da die nun regierenden Nationalsozialisten deren Kunst als entartet bewerteten. 
Mit einigen ihrer Kollegen wie Hans Schwippert, Anton Wendling und Anderen setzte sie sich nun in das benachbarte Raeren in Belgien ab, um dort in einem überregional anerkannten Töpferzentrum ihre Arbeit fortzuführen. Hier arbeitete sie in der Tradition der alten Aachener Kunstschule weiter und fertigte überwiegend sakrale Kunstgegenstände an. Mit ihren früheren Kollegen traf sie sich zwecks Erfahrungsaustausch regelmäßig in der alten von Dominikus Böhm entworfenen Franziskanerkirche des Klosters Garnstock in Baelen bei Eupen, zu deren Ausstattung Maria Hasemeier-Eulenbruch, wie sie seit ihrer Heirat im Jahr 1932 mit dem Antwerpener Professor Robert Hasemeier hieß, mittlerweile maßgeblich beigetragen hatte.
Mit Beginn ihres Lebens in Belgien begann ihre künstlerisch erfolgreichste Zeit. Die Zeitschrift des Deutschen Werkbundes verglich ihre biblischen Motive, die eine schlichte aber trotzdem ausdrucksstarke Prägung haben, mit der Arbeit renommierter Künstler wie Ernst Barlach oder Wilhelm Lehmbruck. Mit ihren einzelnen keramischen Werken gestaltete sie die belgischen Pavillons auf der Weltfachausstellung Paris 1937, und der 1939 New York World’s Fair und war darüber hinaus auf Ausstellungen in Antwerpen, Amsterdam, Brüssel, Lüttich, Köln und München vertreten. Darüber hinaus sind seit 1991 im inneren der Annakapelle in Raeren vier Kreuzwegstationen als Dauerleihgabe der Deutschsprachigen Gemeinschaft und der Gemeinde Raeren angebracht.
Ein Höhepunkt und Spätwerk ihres künstlerischen Schaffens war zweifellos im Jahr 1968 die Schaffung einer Figur der hl. Katharina von Siena für die Kapelle Katharina von Siena in Astenet. Diese Statue wurde 1971 Opfer eines Vandalismus, und Hasemeier-Eulenbruch fertigte noch im selben Jahr ein Duplikat an, welches derzeit in der Kapelle aufgestellt ist. Die zerstörte Figur konnte von der Künstlerin wiederhergestellt werden und wurde 1985 bei der Einweihung der dortigen neuen Begegnungsstätte in deren Krypta aufgestellt. 
Hierfür und für ihr gesamtes Schaffen während ihrer Lebensjahre in Belgien wurde sie 1971 vom Belgischen König Baudouin I. mit dem Ritterkreuz des Belgischen Kronenordens sowie im gleichen Jahr durch den Erzbischof Ismaele Mario Castellano von Siena mit dem päpstlichen Orden „Pro Ecclesia et Pontifice“ ausgezeichnet.